# Девонисово (Тверська область)
Девонисово (рос. Девонисово) — присілок в Старицькому районі Тверської області Російської Федерації.
Населення становить 14 осіб. Входить до складу муніципального утворення сільське поселення Луковниково.

## Історія
Від 2005 року входить до складу муніципального утворення сільське поселення Луковниково. Раніше населений пункт належав до Ряснинського сільського округу.

## Населення
| 2008 | 2010 |
| ---- | ---- |
| 25   | ↘14  |